# Abbaye de Plasy
L'abbaye de Plasy est une abbaye cistercienne fondée en 1146 par le duc Vladislav II de Bohême (qui reçoit le titre de roi en 1158) en filiation avec l'abbaye de Langheim en Franconie. Située à Plasy en Tchéquie, l'abbaye est aujourd'hui classée « monument culturel national ».

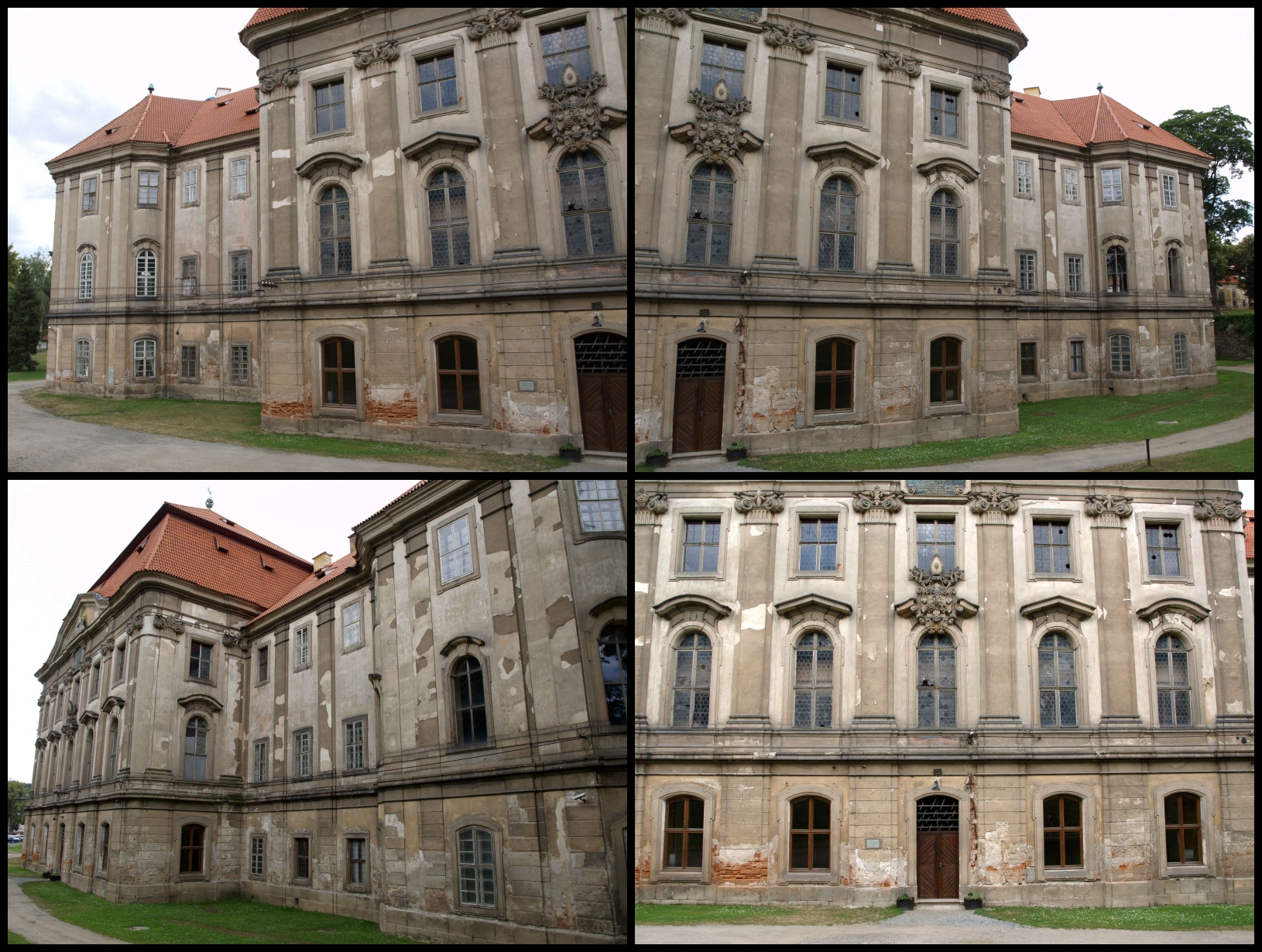
L'abbaye de Plasy

Le monastère fut dévasté pendant les croisades contre les hussites, lorsque les forces de Procope le Grand ont reduit le complexe en cendres en 1431. L'abbaye fut reconstruite en style baroque entre 1711 et 1740 à l'initiative de l'abbé Eugenius Tyttl. Elle se compose de plusieurs bâtiments construits selon les plans de Jean-Blaise Santini, Jean-Baptiste Mathey et Kilian Ignace Dientzenhofer, dont la remarquable chapelle Saint-Benoît. Les plans originaux, grandioses n'ont pas été totalement menés à bien (absence notamment de la nouvelle abbatiale). En raison de sa conception — un des édifices est posé sur des marécages —, de sa taille et de son architecture, il s'agit d'un monument d'envergure mondiale sans équivalent. La seigneurie du monastère englobait également la prévôté de Mariánská Týnice avec son sanctuaire.
Après la dissolution de l'abbaye en 1785, pendant l'époque du joséphisme, le domaine de Plasy a appartenu au prince Clément de Metternich dès 1826 ; il est inhumé dans la chapelle-mortuaire. Les Metternich restèrent propriétaires jusqu'à la fin de la Seconde Guerre mondiale.